# Gardiz
Gardiz ou Gardez é uma cidade do Afeganistão, capital da província de Paktia.